# Virginie Sauveur
Pour les articles homonymes, voir Sauveur.
Virginie Sauveur, née le 3 juin 1976 à Caen, est une réalisatrice et scénariste française.

## Biographie
Après trois ans d'études à l'ESRA, Virginie Sauveur entre en 1998 chez K'ien Productions en tant qu'assistante de production. Dès 2001, elle s'oriente peu à peu vers l'écriture de scénario et attire ainsi l'attention d'Arte qui lui donne sa première chance en lui permettant d'écrire et de réaliser son premier téléfilm Quelques jours entre nous avec Cyrille Thouvenin et Sara Forestier. Ce film verra le jour en 2003 et recevra des prix dans plusieurs festivals.[réf. nécessaire]
Elle écrit et réalise ensuite Celle qui reste avec Julie Depardieu et Julien Boisselier. C'est sur ce tournage qu'elle rencontre Martine Chevallier, sociétaire de la Comédie Française, à laquelle elle fait appel quelques années plus tard pour tenir le premier rôle du téléfilm La veuve tatouée.
En 2009, après avoir dans un premier temps refusé la réalisation du scénario Frères pour France 2, qu'elle juge trop loin de son univers, Virginie Sauveur se lance finalement dans le projet en engageant de jeunes acteurs tels que Tewfik Jallab, Mhamed Arezki, Sabrina Ouazani et Céline Sallette.
En 2012, elle termine la réalisation des épisodes 7, 8, 9 et 10 de la saison 4 d'Engrenages pour Canal+.
En 2014, elle s’associe à Jan Vasak et Alexandre Charlet pour créer la société Day For Night Productions.

## Filmographie
Sauf indication contraire, les informations mentionnées dans cette section peuvent être confirmées par les bases de données cinématographiques IMDb et Allociné,  présentes dans la section « Liens externes ».

### Scénariste et réalisatrice

#### Long-métrage
- 2023 : Magnificat, avec Karin Viard, François Berléand, Patrick Catalifo, Maxime Bergeron, Nicolas Cazalé et Anaïde Rozam

#### Court-métrage
- 1999 : Sevrage, coécrit avec Nicolas Guilleminot
- 2003 : Alice ou le cul des autres... avec Véronique Boulanger et Karina Marimon

#### Télévision
- 2003 : Quelques jours entre nous, téléfilm avec Cyrille Thouvenin, Sara Forestier et Ludovic Bergery. Récompensé au Festival du film de télévision de Luchon : Grand prix de la fiction, Prix du meilleur espoir masculin pour Cyrille Thouvenin, Prix du meilleur espoir féminin pour Sara Forestier et Prix de la meilleure interprétation dans un second rôle pour Frédérique Pierrot. Récompensé au Festival de Gemenos : Prix du meilleur film. Récompensé au Festival de Saint-Jean-de-Luz : Prix du meilleur film, Prix du public et Prix du jury jeune.
- 2005 : Celle qui reste, téléfilm avec Julie Depardieu et Julien Boisselier
- 2014 : Virage Nord, mini-série pour Arte co-écrite avec Raphaelle Roudaut et Clara Bourreau, avec Judith Davis, Nicolas Cazalé, Nina Meurisse et Théo Cholbi. Récompensée au Festival de la fiction TV de La Rochelle pour la meilleure série.
- 2018 : Le Temps des égarés adapté à partir du scénario de Gaëlle Bellan, téléfilm pour Arte
- 2024 : Les Disparues de la gare

### Réalisatrice uniquement
- 2008 : La Veuve tatouée, téléfilm avec Martine Chevallier, Sociétaire de la Comédie-Française.
- 2010 : Frères, téléfilm avec Tewfik Jallab, Mhamed Arezki, Sabrina Ouazani et Céline Sallette. Récompensé au Festival de la fiction TV de La Rochelle : Prix du meilleur unitaire, Prix de la meilleure réalisation, Prix d’interprétation pour Tewfik Jallab.
- 2012 : Engrenages (saison 4, épisodes 7 à 10) sur Canal+, avec Caroline Proust, Thierry Godard, Fred Bianconi, Philippe Duclos, Grégory Fitoussi et Audrey Fleurot. Polar de la meilleure série francophone de télévision au Festival Polar de Cognac 2014.
- 2016 : Kaboul Kitchen, (saison 3) sur Canal+[3].
- 2020 : Les Rivières pourpres, (saison 3, épisodes 3 et 4) sur France 2.

## Distinctions
- Festival des créations télévisuelles de Luchon 2004 : Grand Prix de la fiction pour Quelques jours entre nous
- 2004 : Lauriers de la radio et de la télévision : Prix Marcel-Jullian de la première œuvre pour le téléfilm Quelques jours entre nous[4]
- 2005 : Palmarès 2005 de la société des auteurs et compositeurs dramatiques : Nouveau talent télévision 2005 pour Quelques jours entre nous[5]
- 2010 : Festival de la fiction TV de La Rochelle 2010 : Meilleure réalisation pour Frères[6]
- Festival de la fiction TV de La Rochelle 2014 : Meilleure série pour Virage Nord
- Festival des créations télévisuelles de Luchon 2018 : Pyrénées d'or de la meilleure fiction unitaire, prix du meilleur scénario pour Le Temps des égarés
- Festival international des programmes audiovisuels de Biarritz 2018 : Prix du public pour Le Temps des égarés
- 2018 : Palmarès 2018 de la société des auteurs et compositeurs dramatiques : Télévision réalisateur 2018 pour Le Temps des égarés[7]